# 何子凡
何子凡（1981年8月18日—），中華民國台灣嘉義縣竹崎鄉出身政治人物，國立台灣大學政治系學士、國家發展研究所法學碩士畢業，曾任竹崎鄉公所秘書，現任嘉義縣議員、竹崎文化藝術基金會董事長。

## 生平
1999年考上台大政治系國際關係組。2005錄取台大國發所法律組。
2009年底首次參選嘉義縣議員落選（台聯徵召，2,078票），2010年2月接任竹崎鄉公所機要秘書，10月請辭。2014年底再度參選嘉義縣議員獲得當選（無黨籍，4,496票），2018年底競選連任成功（無黨籍，5,087票）。

## 外部連結
- 何子凡的Facebook專頁
- 選對的人，做對的事！何子凡的Facebook專頁（页面存档备份，存于）